# Liste der Wappen in Deutschland
Diese Liste beinhaltet die Länder- und Bundeswappen sowohl der Bundesrepublik Deutschland als auch die historischen Wappen der deutschen Länder. Die Navigationsleiste am Ende des Artikels führt zu den Listen der Wappen der einzelnen Länder.
Die Listen mit den historischen deutschen Wappen sind zu diesem Zeitpunkt noch nicht vollständig. Mitunter können diese Wappen auch von den eigentlichen historischen Darstellungen abweichen.

## Bundesrepublik Deutschland

Bundesrepublik Deutschland Bundesschild [Artikel]
Bundesrepublik Deutschland Bundeswappen [Artikel]

### Wappen der Länder
-siehe auch Liste der Wappen in (Landkreis/Kreis/Stadt)-
Die Länder führen traditionell Landeswappen, einige in verschiedenen Ausführungen: große, mittlere und kleine Wappen. In den Ländern, welche ein großes Wappen mit Schildträgern führen, wird dieses nur von den Verfassungsorganen und obersten Landesbehörden (z. B. Landesregierung, Landtag, Landesverfassungsgericht o. ä.) verwendet.
Im Gegensatz zu den Landeswappen, die als Staatswappen gesetzlich geschützte Hoheitszeichen darstellen, dürfen die sogenannten Wappenzeichen, die aus den Wappen abgeleitete Logos oder Signets sind, nicht nur von staatlichen Einrichtungen, sondern auch von Unternehmen und Bürgern verwendet werden.
| Kleines Wappen | Mittleres Wappen | Großes Wappen | Land                   | Weiterführende Artikel           |
| -------------- | ---------------- | ------------- | ---------------------- | -------------------------------- |
|                |                  |               | Baden-Württemberg      | Wappen Baden-Württembergs        |
|                |                  |               | Bayern                 | Bayerisches Staatswappen         |
|                |                  |               | Berlin                 | Wappen Berlins                   |
|                |                  |               | Brandenburg            | Brandenburg#Wappen und Flagge    |
|                |                  |               | Bremen                 | Bremer Wappen                    |
|                |                  |               | Hamburg                | Landeswappen Hamburg             |
|                |                  |               | Hessen                 | Landeswappen Hessen              |
|                |                  |               | Mecklenburg-Vorpommern | Wappen Mecklenburg-Vorpommerns   |
|                |                  |               | Niedersachsen          | Sachsenross                      |
|                |                  |               | Nordrhein-Westfalen    | Wappen Nordrhein-Westfalens      |
|                |                  |               | Rheinland-Pfalz        | Landeswappen von Rheinland-Pfalz |
|                |                  |               | Saarland               | Landeswappen des Saarlandes      |
|                |                  |               | Sachsen                | Landeswappen Sachsens            |
|                |                  |               | Sachsen-Anhalt         | Wappen Sachsen-Anhalts           |
|                |                  |               | Schleswig-Holstein     | Wappen Schleswig-Holsteins       |
|                |                  |               | Thüringen              | Thüringer Landeswappen           |

### Wappen der historischen Länder
Am 25. April 1952 gingen die Länder Baden, Württemberg-Baden und Württemberg-Hohenzollern im neu gegründeten Land Baden-Württemberg auf.
| Kleines Wappen | Mittleres Wappen | Großes Wappen | Land                     | Weiterführende Artikel            |
| -------------- | ---------------- | ------------- | ------------------------ | --------------------------------- |
|                |                  |               | Baden                    | Wappen Badens                     |
|                |                  |               | Württemberg-Hohenzollern | Wappen Württembergs               |
|                |                  |               | Württemberg-Baden        | Wappen Württembergs/Wappen Badens |

## Historische Wappen

### Heiliges Römisches Reich

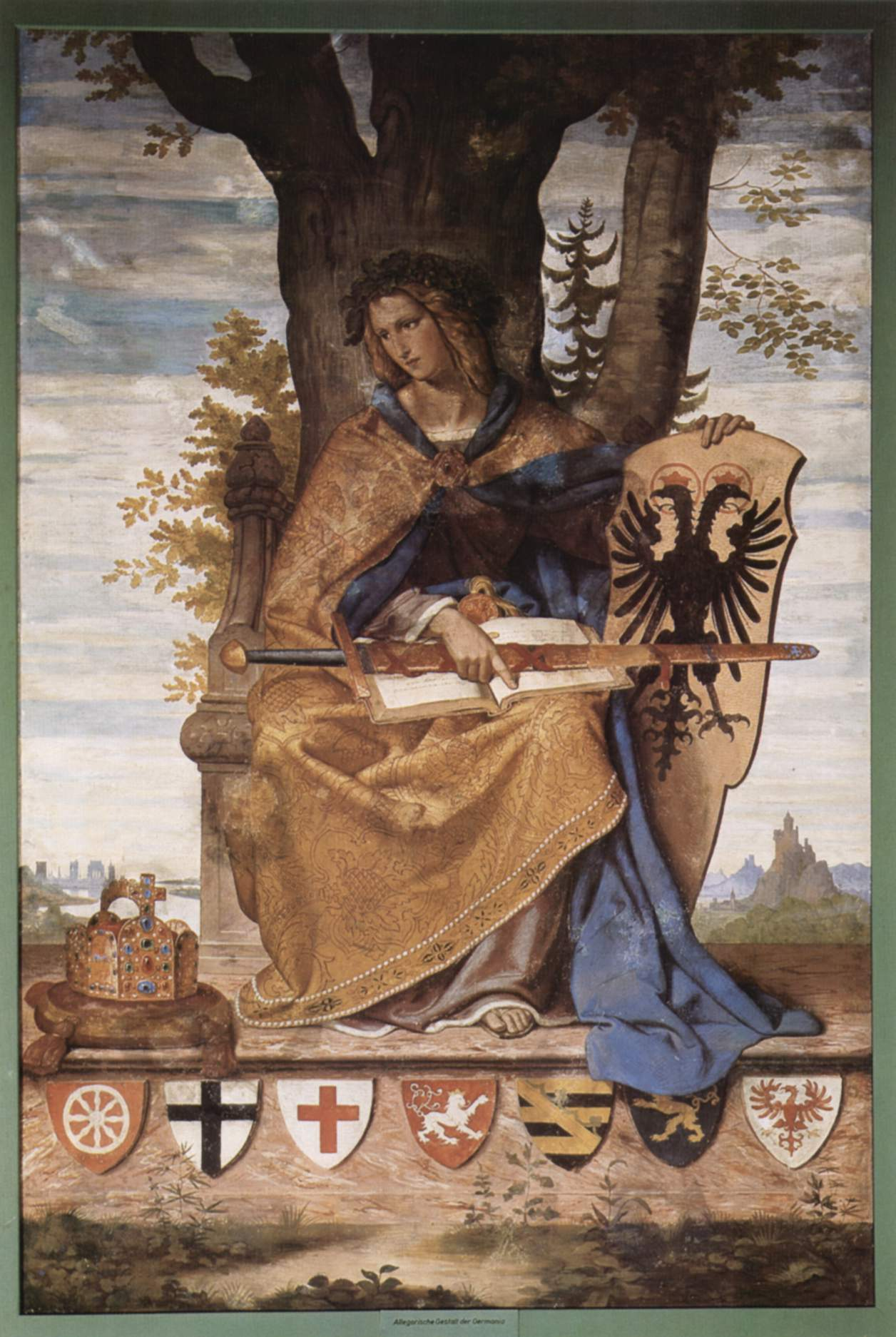
Allegorische Darstellung der Germania aus der Zeit nach dem Ende des Reiches. Zu sehen sind die Reichskleinodien, der nimbierte Doppeladler als Reichswappen sowie die Wappen der anfänglichen Kurfürstentümer.

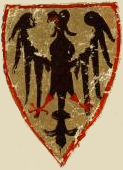
Ursprünglicher einköpfiger Adler, Codex Manesse
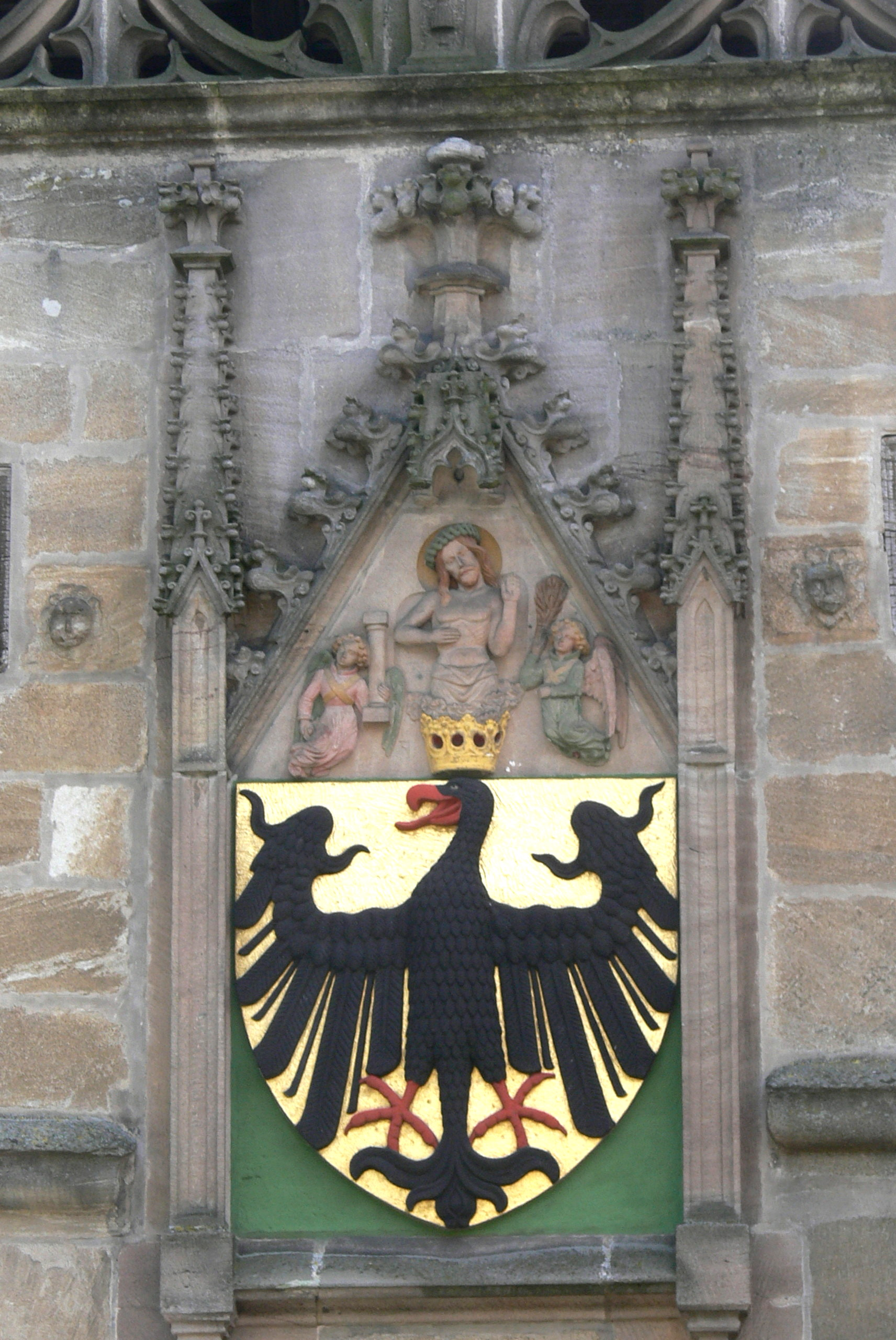
Einköpfiger Reichsadler, Ellinger Tor in Weißenburg (Bayern), 14. Jahrhundert
Doppeladler ab ca. 1400
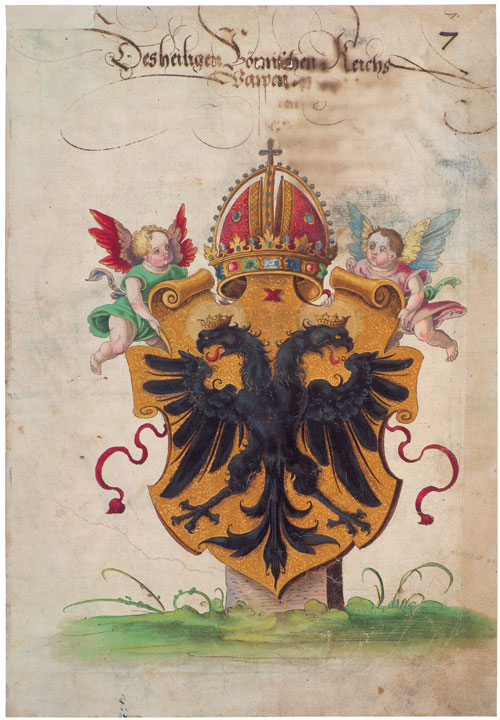
„Des Heiligen Römischen Reiches Wappen“
Großes Wappen seiner Majestät Joseph II. von Gottes Gnaden römischer Kaiser allzeit Mehrer des Reiches etc.
Quaternionenadler als allegorische Darstellung der Wappen der Glieder des Heiligen Römischen Reiches, Jost de Negker (1510) umgewandelt in eine Vektorgrafik
Karte des Heiligen Römischen Reiches vor dem Dreißigjährigen Krieg

#### Kurfürstentümer ab1356bis zumReichsdeputationshauptschluss
Anmerkung: Die genaue Ausgestaltung der jeweiligen Wappen war im Verlauf der Jahrhunderte Wandlungen unterworfen. Der Übersichtlichkeit halber sind die hier abgebildeten Wappen exemplarisch.

Mainz
Trier
Köln
Pfalz; ab 1544 mit Reichsapfel → Wappen der Kurpfalz
Pfalz (1648-1706 als neue achte Kurwürde → Causa palatina); Krone in der Praxis aus Protest nie abgebildet
Sachsen; mit Reichsrennfahne ab 1371
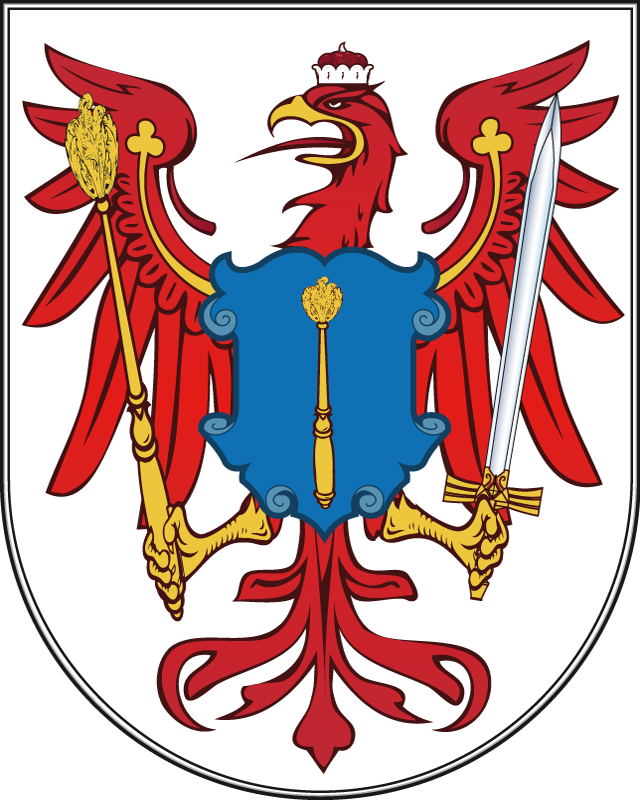
Brandenburg; mit Erzkämmererstab ab 1466
Böhmen
Bayern (1623/48, Übergang der alten pfälzischen Kurwürde an die bayerische Linie der Wittelsbacher); strittig 1714–1777
Braunschweig-Lüneburg/Hannover (1692); mit Krone ab 1706
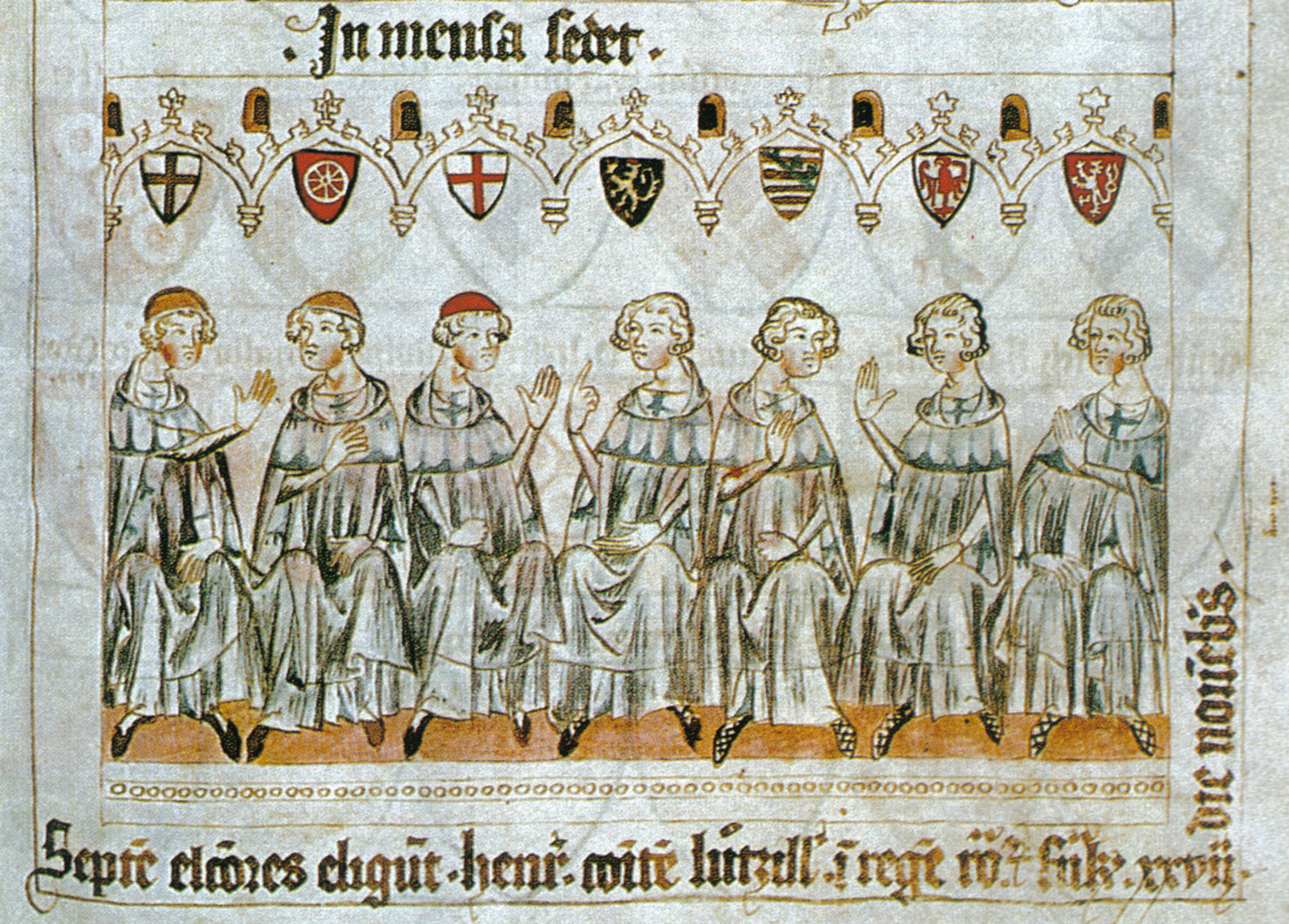
Die Kurfürsten bei der Wahl mit abgebildeten Wappen
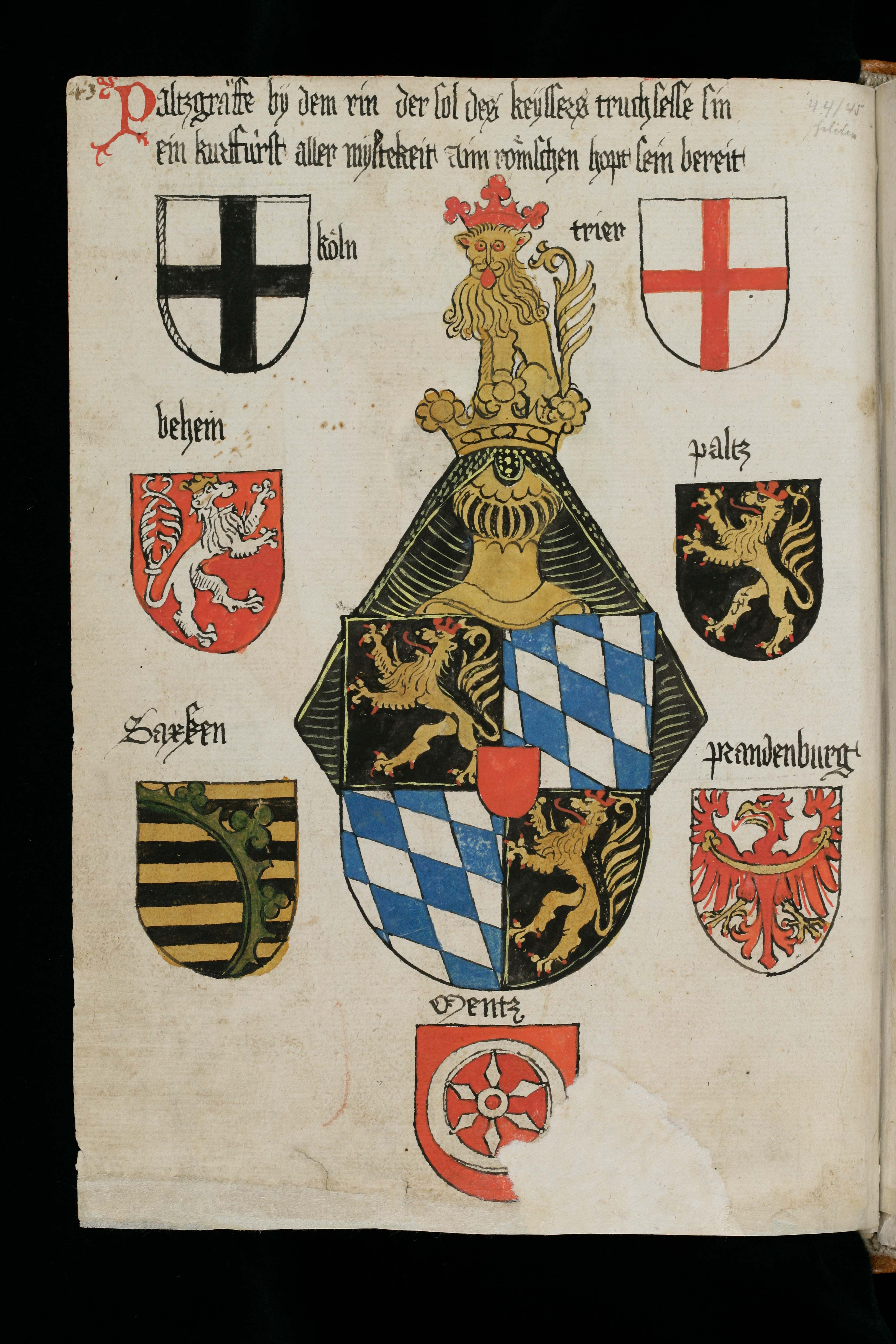
Die Wappen der ursprünglichen Kurfürstentümer

#### Kurfürstentümer nach demReichsdeputationshauptschluss
Der Reichsdeputationshauptschluss von 1803 hob die beiden geistlichen Kuren von Köln und Trier auf, der Kurerzkanzler erhielt als Ersatz für das an Frankreich verlorene Mainz das neu geschaffene Fürstentum Regensburg.
Vier Reichsfürsten erhielten dagegen die Kurwürde neu. Dies waren:

das Herzogtum Salzburg
das Herzogtum Württemberg
die Markgrafschaft Baden
die Landgrafschaft Hessen-Kassel

### Deutscher Bund 1815–1866

Deutscher Bund
Karte des Deutschen Bundes

#### Mitglieder des Bundes
Anmerkung: Es werden nur die Wappen derjenigen Staaten aufgeführt, die nicht Teil des Deutschen Kaiserreiches ab 1871 wurden, bzw. bis dahin ihre Eigenständigkeit verloren haben.

Kaisertum Österreich 1815
Königreich Hannover
Kurfürstentum Hessen
Landgrafschaft Hessen
Fürstentum Liechtenstein
Herzogtum Nassau
Freie Stadt Frankfurt

#### Länder desKaisertums Österreichim Deutschen Bund

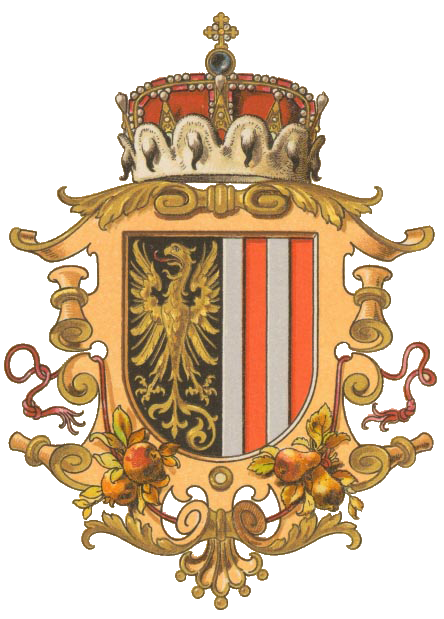
Oberösterreich
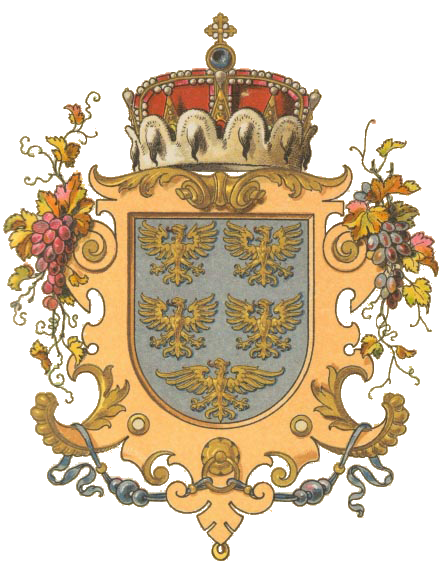
Niederösterreich
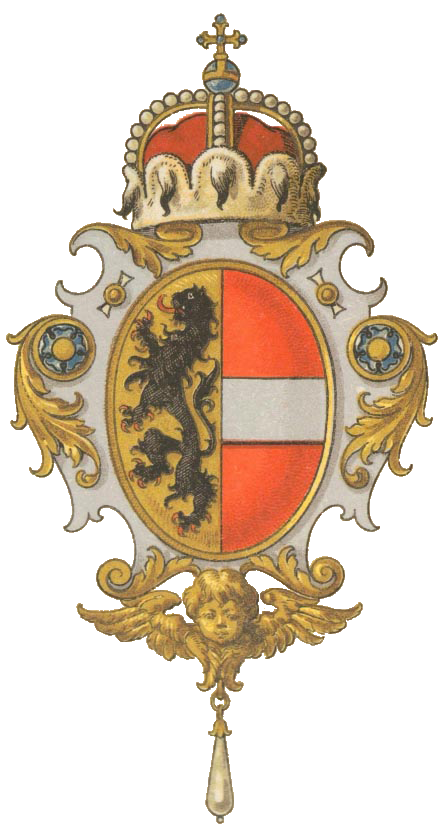
Salzburg
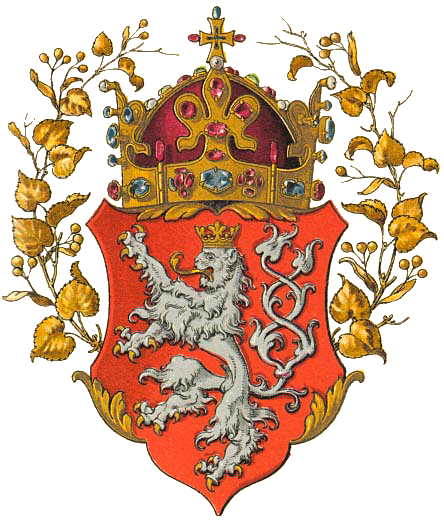
Böhmen
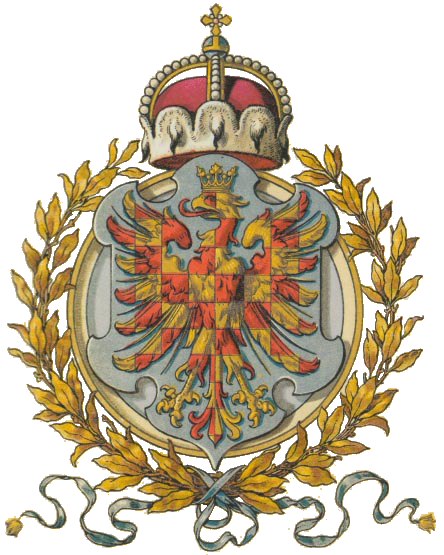
Mähren
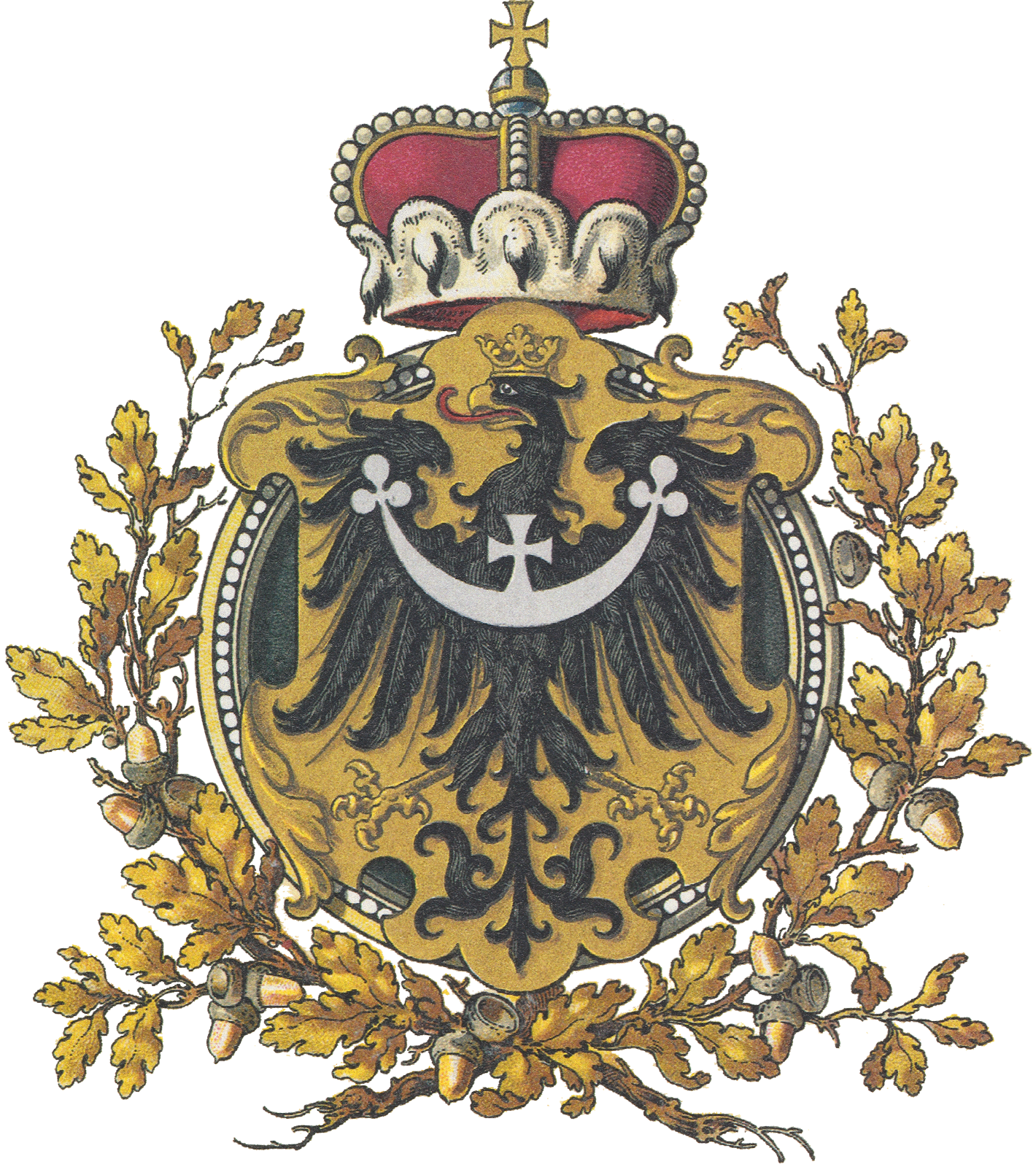
Schlesien
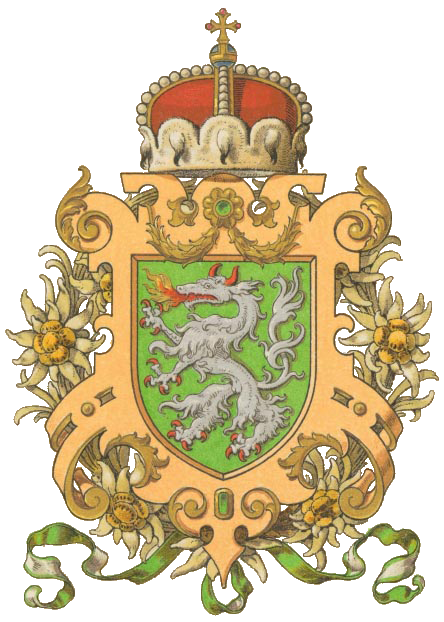
Steiermark
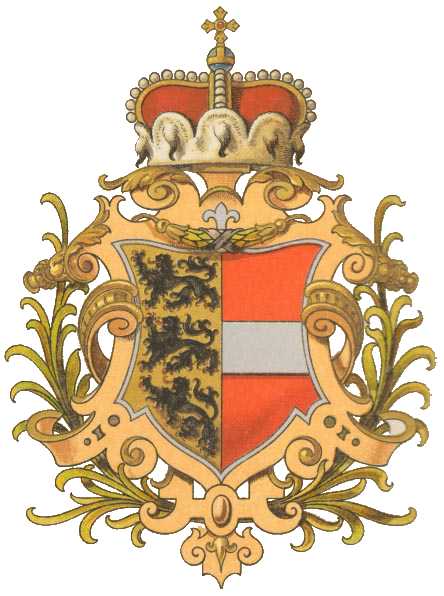
Kärnten
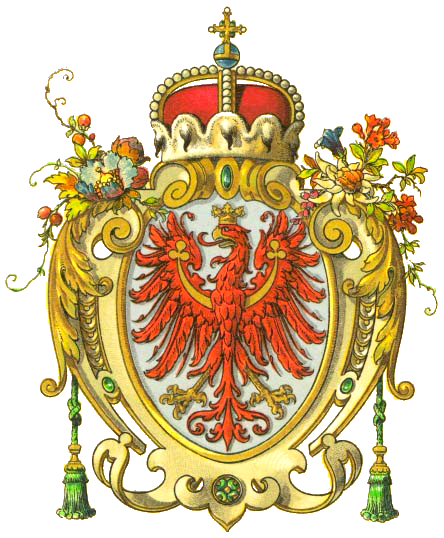
Tirol
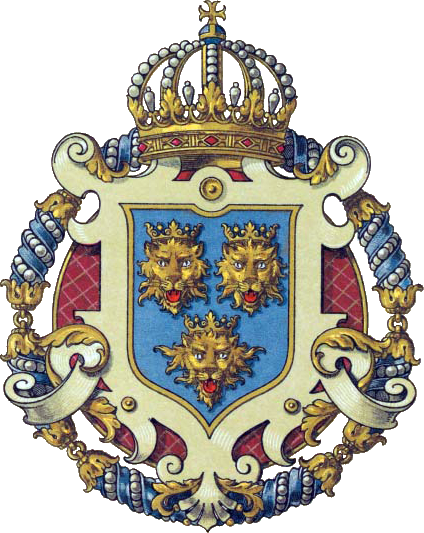
Dalmatien
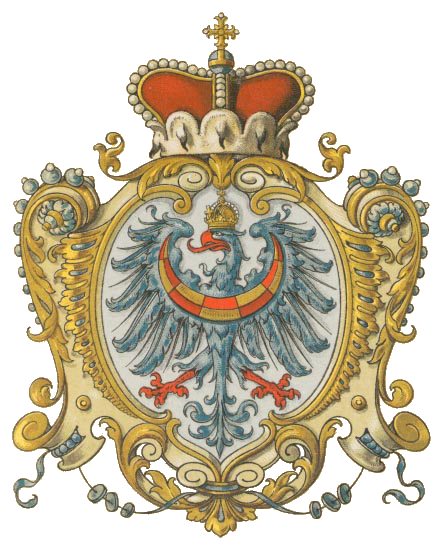
Krain
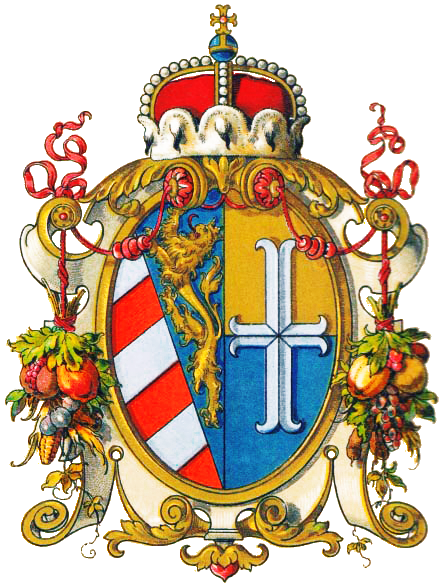
Görz
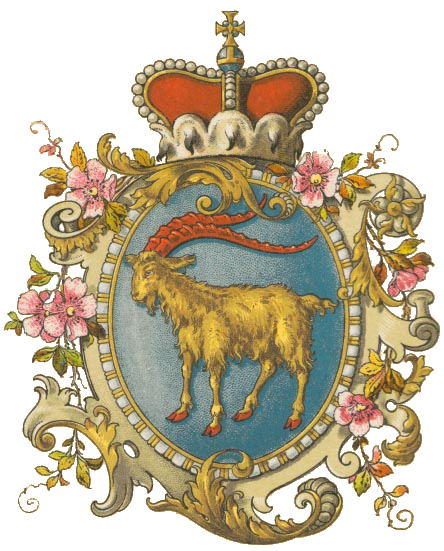
Istrien

### Deutsches Reich 1871–1918

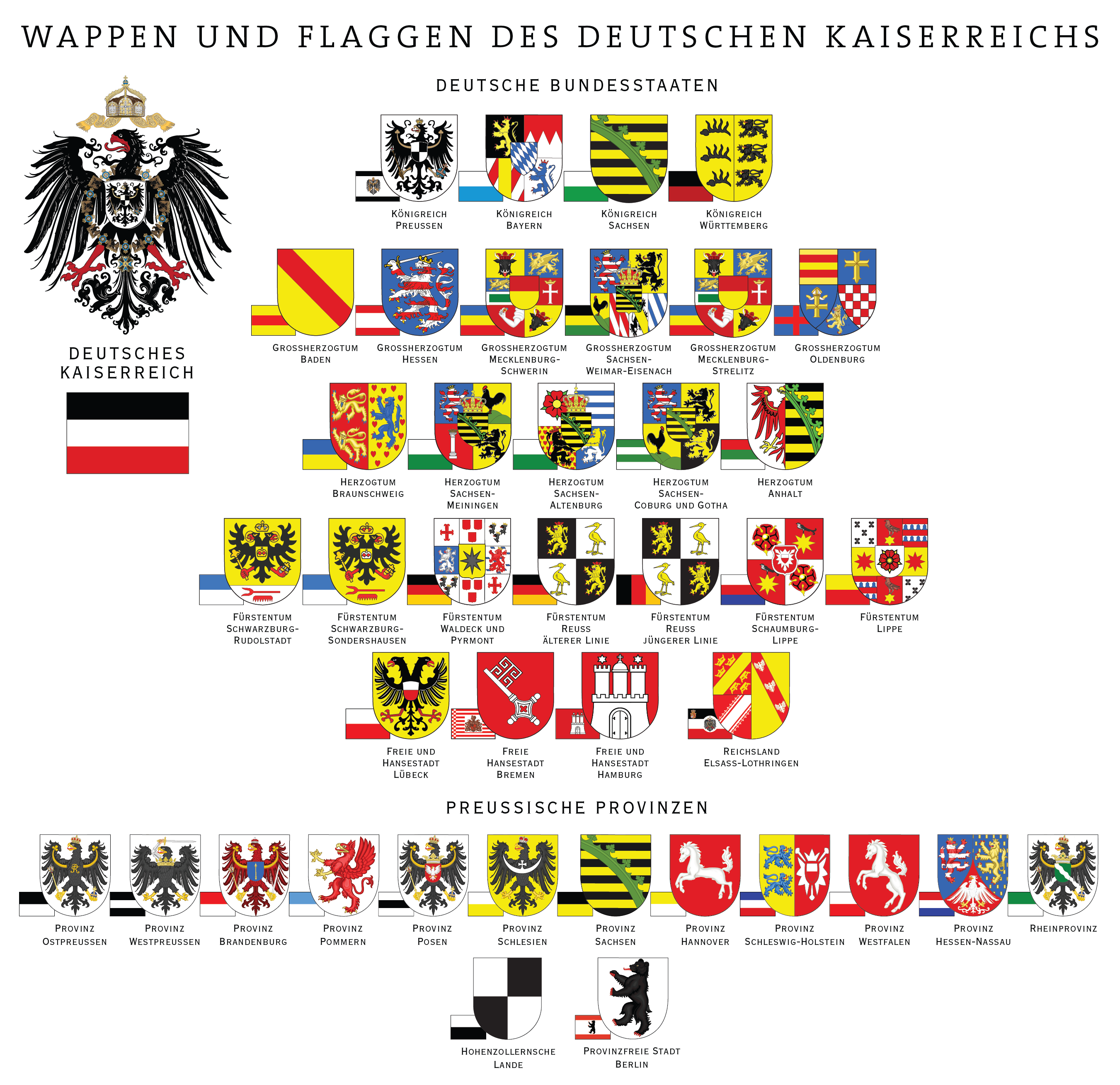
Übersicht über die Wappen und Flaggen
Großes Wappen Seiner Majestät des Kaisers
Mittleres Wappen S. M. des Kaisers
Wappen des Kaisers mit Helmkleinod
Kleines Reichswappen
Karte des Deutschen Reiches
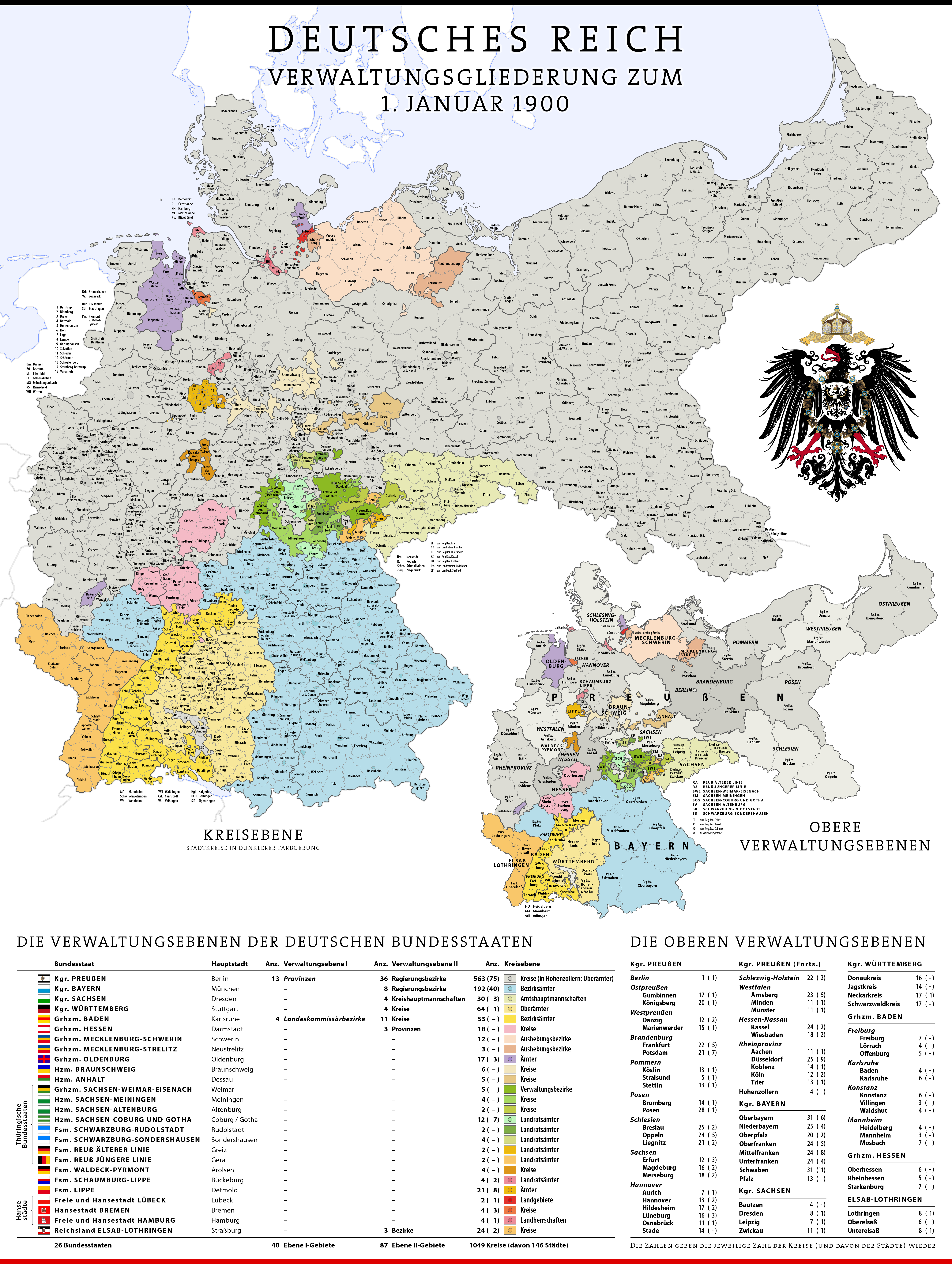
Verwaltungsgliederung zum 1. Januar 1900

Das Wappen des Deutschen Reiches zeigt den Adler immer ohne Schild, im Gegensatz zu den Wappen des Kaisers.

#### Bundesstaaten

##### Königreiche

Königreich Bayern Großes Wappen
Königreich Bayern Mittleres Wappen Details
Königreich Preußen Großes Wappen
Königreich Preußen Mittleres Wappen Details
Königreich Sachsen Wappen S. M. des Königs = Majestätswappen
Königreich Sachsen Mittleres Wappen Details
Königreich Württemberg (1806–1817) Details
Königreich Württemberg Größeres Wappen Details

##### Großherzogtümer

Großherzogtum Baden
Großherzogtum Hessen (1808–1902)
Großherzogtum Hessen (1902–1918)
Großherzogtum Mecklenburg-Schwerin
Großherzogtum Mecklenburg-Strelitz
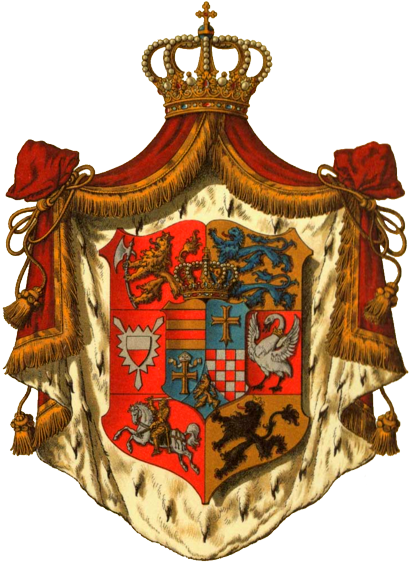
Großherzogtum Oldenburg
Großherzogtum Sachsen-Weimar-Eisenach

##### Herzogtümer

Herzogtum Anhalt
Herzogtum Braunschweig Großes Wappen
Herzogtum Braunschweig Kleines Wappen
Herzogtum Sachsen-Altenburg Großes Wappen
Herzogtum Sachsen-Altenburg Mittleres Wappen
Herzogtum Sachsen-Coburg und Gotha Großes Wappen
Herzogtum Sachsen-Coburg und Gotha Mittleres Wappen
Herzogtum Sachsen-Meiningen und Hildburghausen Großes Wappen
Herzogtum Sachsen-Meiningen und Hildburghausen Mittleres Wappen

##### Fürstentümer

Fürstentum Lippe
Fürstentum Reuß ältere Linie
Fürstentum Reuß jüngere Linie
Fürstentum Schaumburg-Lippe
Fürstentum Schwarzburg- Rudolstadt
Fürstentum Schwarzburg- Sondershausen
Fürstentum Waldeck und Pyrmont

##### Freie undHansestädte

Freie Hansestadt Bremen
Freie und Hansestadt Hamburg
Freie und Hansestadt Lübeck

##### Reichsland

Reichsland Elsass-Lothringen

- Reichsland
Elsass-Lothringen

#### Provinzen Preußens

Stadt Berlin

Provinz Brandenburg Großes Wappen
Provinz Brandenburg Mittleres Wappen
Provinz Brandenburg Kleines Wappen
Provinz Hannover
Provinz Hessen-Nassau
Provinz Hohenzollernsche Lande
Provinz Ostpreußen
Provinz Pommern
Provinz Posen
Provinz Rheinland
Provinz Sachsen
Provinz Schlesien
Provinz Schleswig-Holstein
Provinz Westfalen
Provinz Westpreußen

### Deutsches Reich 1919–1933 (Weimarer Republik)

Deutsches Reich Reichswappen 1919–1928
Deutsches Reich Reichswappen 1928–1935
Deutsches Reich Reichsschild
Karte des Deutschen Reiches (Weimarer Republik)

#### Länder

Freistaat Anhalt
Republik Baden
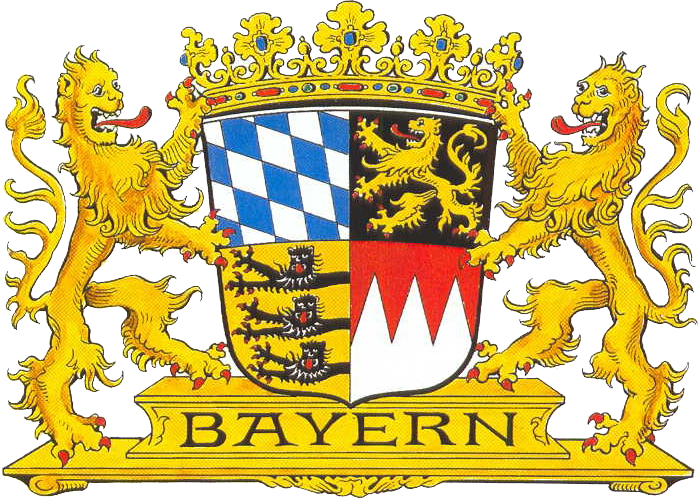
Freistaat Bayern
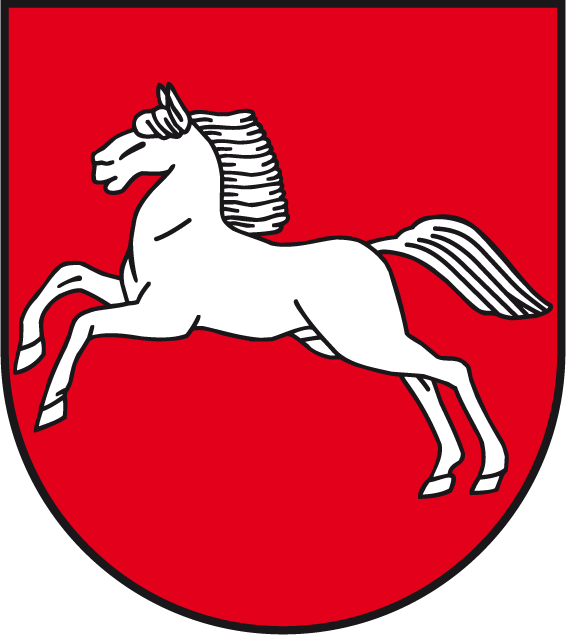
Freistaat Braunschweig
Freie Hansestadt Bremen
Freie und Hansestadt Hamburg
Volksstaat Hessen
Freistaat Lippe
Freie und Hansestadt Lübeck
Freistaat Mecklenburg-Schwerin
Freistaat Mecklenburg-Strelitz
Freistaat Oldenburg
Freistaat Preußen
Freistaat Sachsen
Freistaat Schaumburg-Lippe
Land Thüringen
Freistaat Waldeck
Volksstaat Württemberg

#### Preußische Provinzen

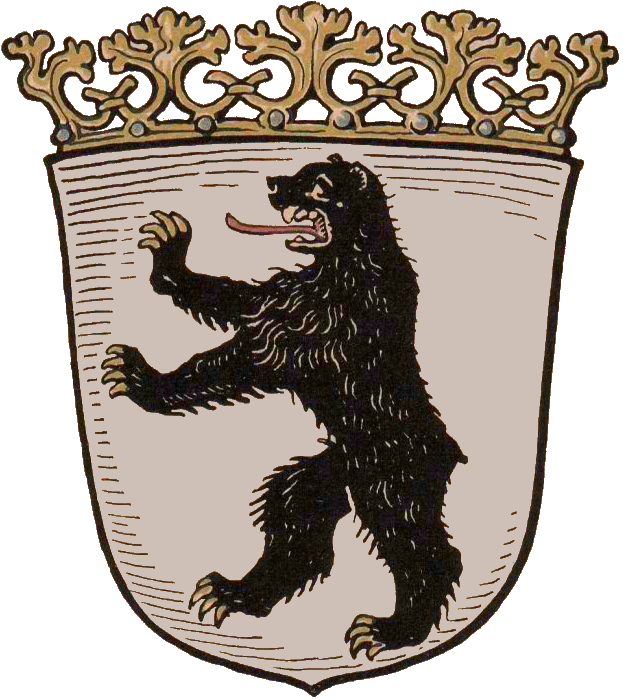
Reichshauptstadt Groß-Berlin

- Reichshauptstadt
Groß-Berlin

Provinz Brandenburg
Provinz Hannover
Provinz Hessen-Nassau
Provinz Pommern
Provinz Grenzmark Posen-Westpreußen
Provinz Ostpreußen
Provinz Rheinland
Provinz Sachsen
Provinz Niederschlesien
Provinz Oberschlesien
Provinz Schleswig-Holstein
Provinz Westfalen

### Deutsches Reich 1933 bis 1945

Deutsches Reich 1935–1945
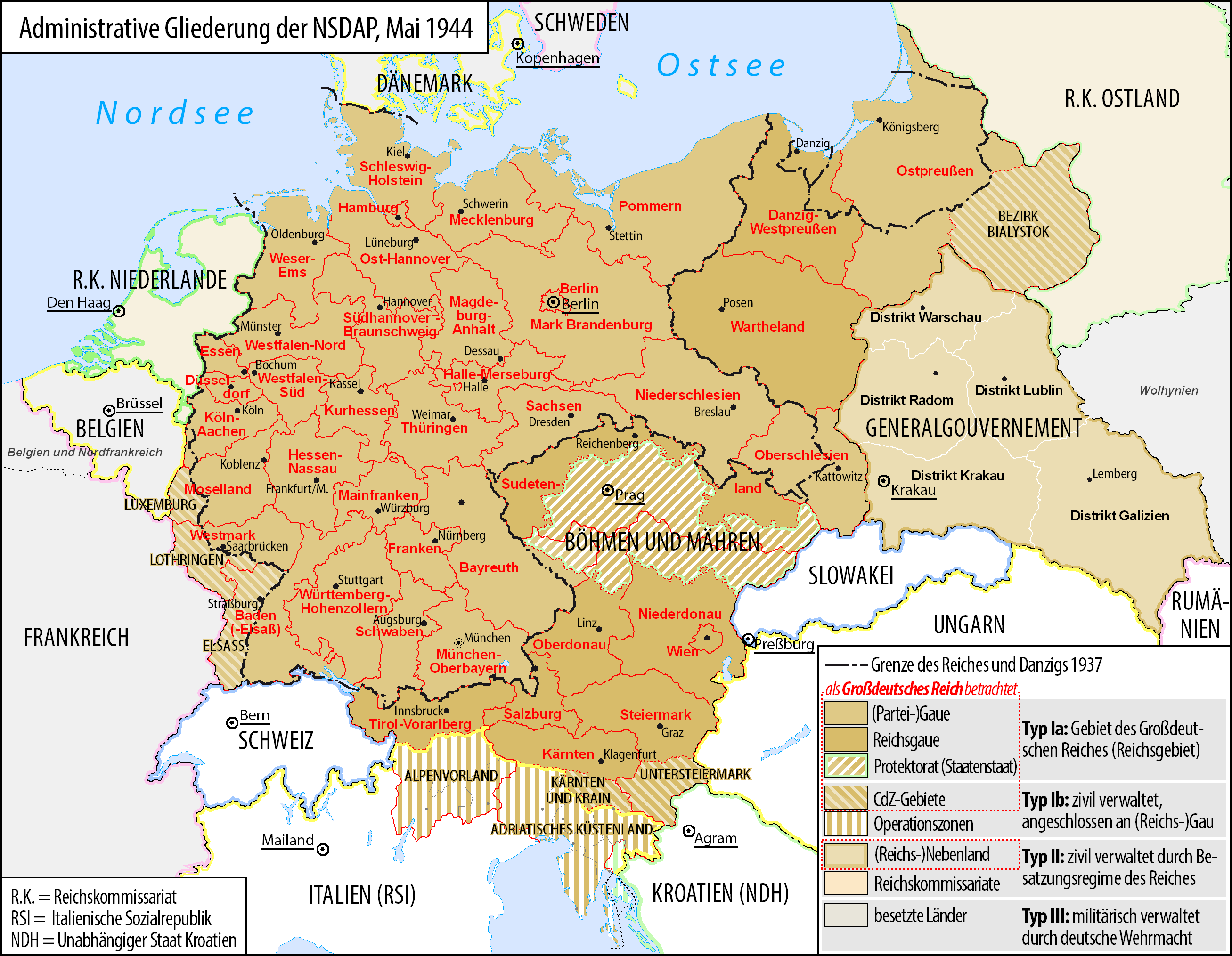
Großdeutsches Reich 1944

Land Preußen 1933–1945 [Details]
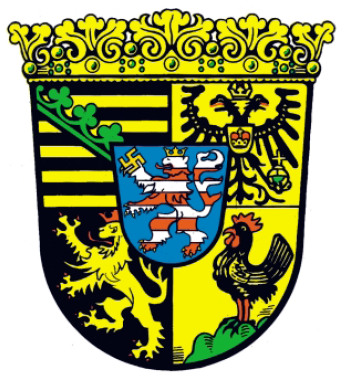
Land Thüringen 1933–1945 [Details]
Land Württemberg 1933–1945 [Details]
Land Mecklenburg 1934–1945 [Details]
Reichshauptstadt Berlin 1934–1945 [Details]

Sonstige Wappen ident zum Abschnitt „Deutsches Reich 1919–1933 (Weimarer Republik)“

### Deutsche Demokratische Republik

DDR Staatswappen 12. Januar 1950 bis 28. Mai 1953
DDR Staatswappen 28. Mai 1953 bis 26. September 1955
DDR Staatswappen 1955–1990 [Details]
Die Bezirke der DDR

#### Länder (bis 1952)

Land Brandenburg 1945–1952 [Details]
Land Mecklenburg 1948–1952 [Details]
Land Sachsen 1945–1952 [Details]
Land Sachsen-Anhalt 1947–1952 [Details]
Land Thüringen 1945–1952 [Details]

Das Land Mecklenburg-Vorpommern (seit 1947 nur noch Mecklenburg) führte kein Wappen. 1948 einigte man sich auf den mecklenburgischen Stierkopf als Siegel des Landes. Die bis dahin eingereichten Wappenentwürfe wurden verworfen. Nach der Neugründung Mecklenburg-Vorpommerns im Jahr 1990 wurde schließlich ein Wappen festgelegt.
Die Länder der DDR wurden mit der Verwaltungsreform 1952 aufgelöst und durch 14 Bezirke ersetzt. Diese führten keine Wappen. Gelegentlich wurden jedoch die historischen Wappen der Bezirksstädte als Symbol für die Bezirke genutzt.